# AKIBAゲームフェア
AKIBAゲームフェア（アキバゲームフェア、Akiba Game Fair、AGF）は、秋葉原の秋葉原UDX2階「AKIBA_SQUARE」にて開催される美少女ゲームの展示会。
第1回「AKIBAゲームフェア2009」は2009年9月26日（土）に12:00から17:00まで開かれた。この日は「東京ゲームショウ2009」の一般開放日第1日目でもある。
「東京ゲームショウ」や「DreamParty」とは異なり、AKIBAゲームフェアには入場料はかからず、無料である。

## 2009年出展企業一覧
- ABHAR/クロシェット
- etude & eufonie
- 5pb.
- CUFFS・Sphere・CUBE
- Gift
- COMFORT
- すたじお緑茶
- だんでらいおんとりぷる
- Hearts
- Purple software & ぱれっと
- Parasol
- フロントウイング
- フロンティアワークス
- minori
- Ricotta
- RococoWorks
- Rosebleu